# Audizione parlamentare
Con l'espressione audizione parlamentare nell'ordinamento giuridico ci si riferisce a uno dei mezzi con cui le Commissioni parlamentari possono raccogliere le informazioni o i pareri necessari a svolgere correttamente la propria attività istituzionale.

## Storia
Un rafforzamento delle funzioni di controllo delle Camere, storicamente, si è verificato "mettendo in contatto diretto burocrati, esponenti dell’industria privata e pubblica, ecc. con le commissioni parlamentari, mediante il sistema americano degli hearings", dove esso nacque dall'"esercizio vigoroso della funzione costituzionale attribuita al Senato".
Nel Congresso degli Stati Uniti il sistema è poi proliferato in tutte le altre funzioni di controllo, tanto che le Commissioni monocamerali permanenti disciplinano direttamente i diritti ed i doveri di coloro che sono chiamati a testimoniare.

## In Italia
Se la Commissione parlamentare è l'organo che richiede l'audizione parlamentare, diversi invece possono essere i soggetti destinatari di tale richiesta. Così, ad esempio, i rappresentanti del governo possono essere chiamati a fornire informazioni e chiarimenti sulle materie di propria pertinenza . Per il tramite del ministro competente, la Commissione può ottenere anche la convocazione di singoli funzionari e amministratori al fine di ottenere notizie di natura più specifica o tecnica.
Nel corso di un'indagine conoscitiva  è inoltre possibile ascoltare anche il parere di "esperti" della materia.